# Norðoyar régió

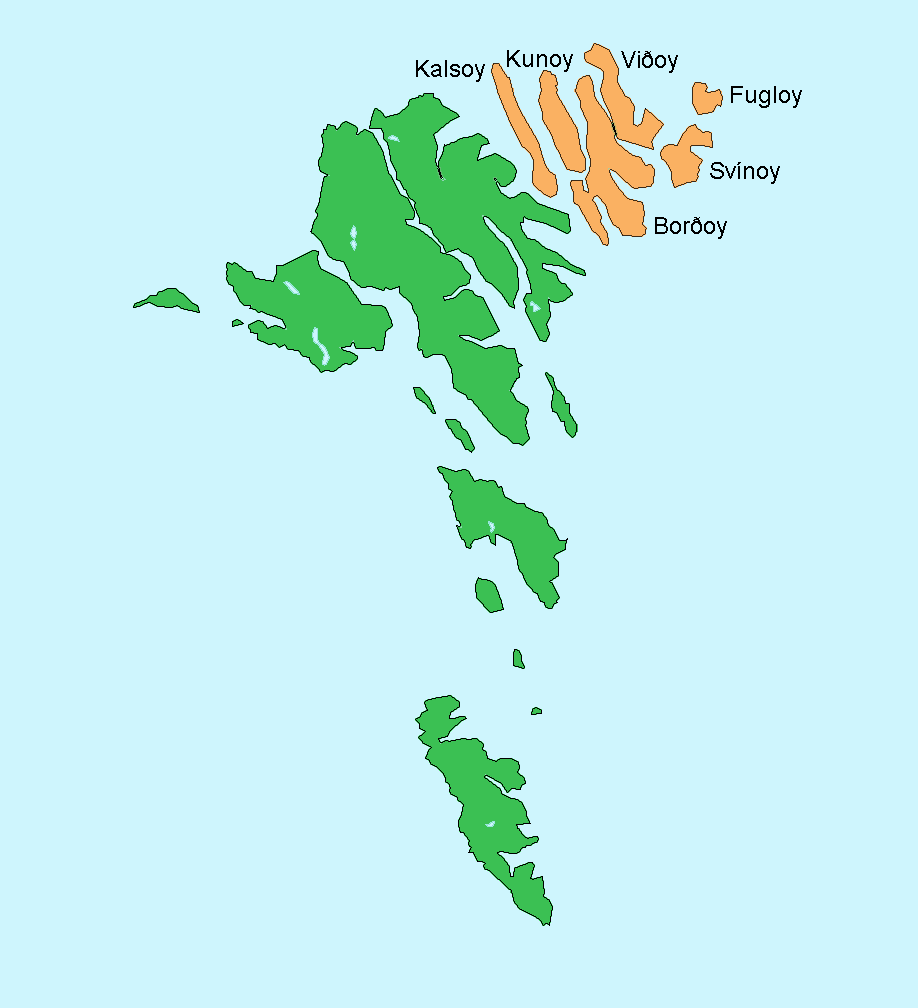
Norðoyar régió

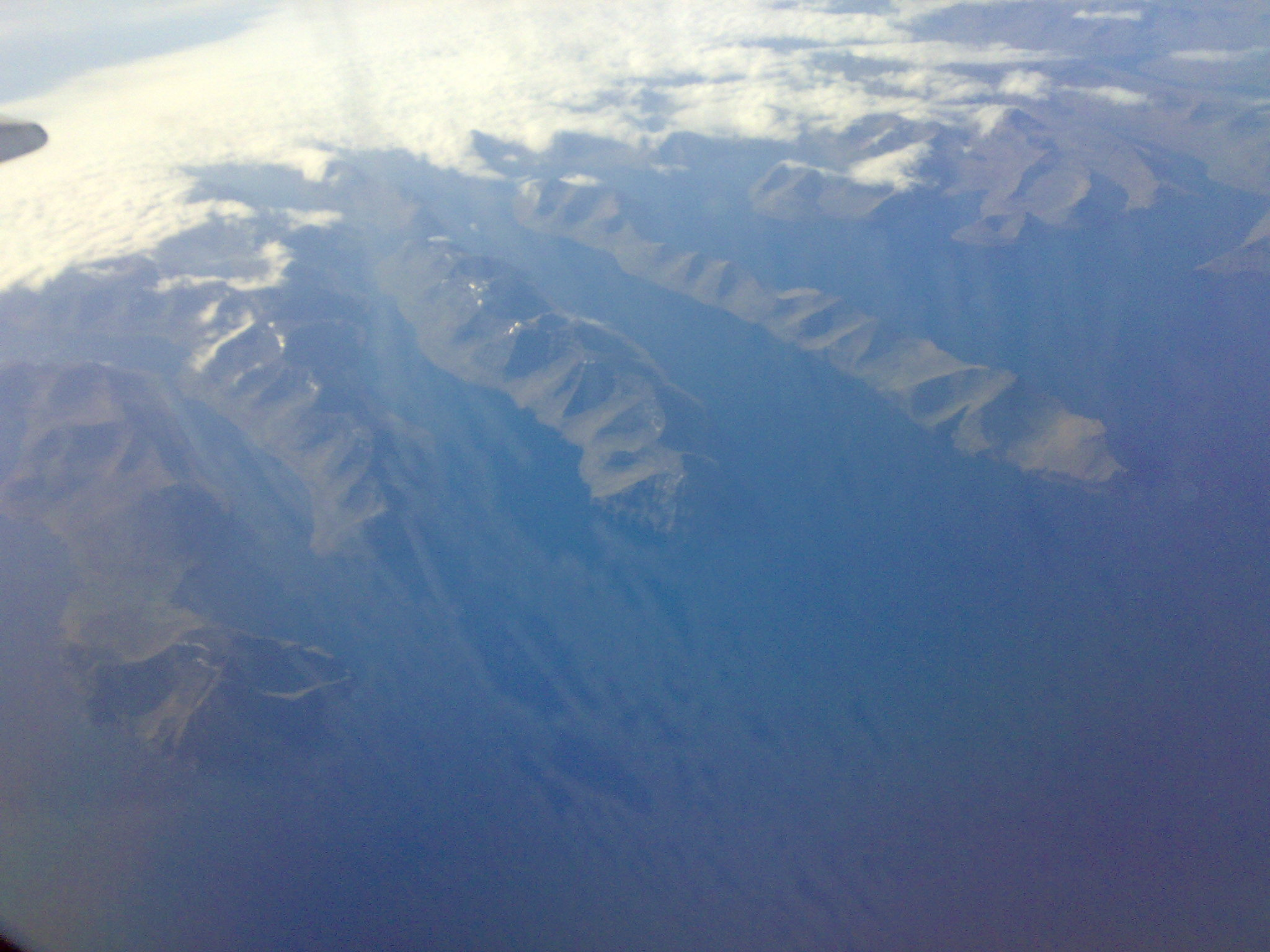
Légifotó

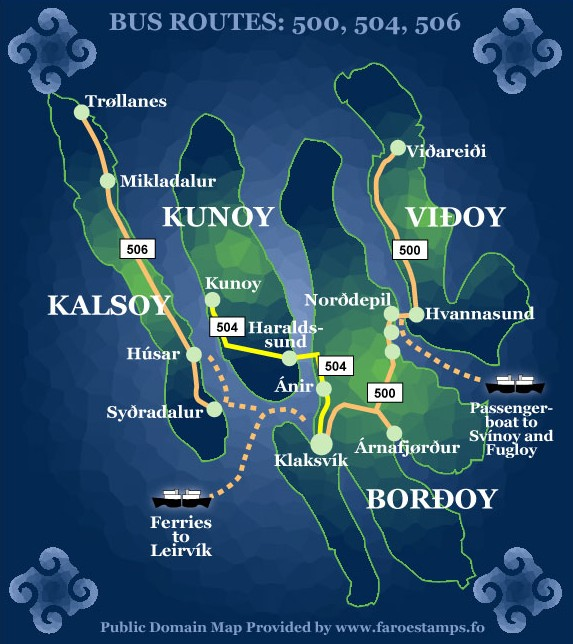
Buszjáratok

Norðoyar régió (Norðoyggjar) Feröer hat hagyományos földrajzi régiójának egyike, egyben rendőrségi körzet. Népessége 6213 fő (2019).

## Földrajz
Norðoyar régió szigetei:
- Borðoy
- Fugloy
- Kalsoy
- Kunoy
- Svínoy
- Viðoy

## Önkormányzat és közigazgatás
Norðoyar régió községei:
- Fugloy község – Hattarvík
- Húsar község – Húsar
- Hvannasund község – Hvannasund
- Klaksvík község – Klaksvík
- Kunoy község – Kunoy
- Viðareiði község – Viðareiði

## Népesség
| Év              | Lakosság |
| --------------- | -------- |
| 1986. január 1. | 5925     |
| 1991. január 1. | 6094     |
| 1996. január 1. | 5614     |
| 2001. január 1. | 5945     |
| 2006. január 1. | 5989     |